# 广州巴士集团

二汽公司时期使用的标志 部分巴士迷將其稱為“燒鵝”標

广州巴士集团有限公司是中華人民共和國廣東省廣州市的一間公司，總部在广州市越秀区环市西路156-158号。前身是廣州市郊縣交通運輸公司、廣州市第二公共汽車公司（简称“广州二汽”、“二汽公司”）、广州公交集团第二公共汽车有限公司（简称“广州公交集团二汽公司”），於1977年10月1日成立，现时是广州市公共交通集团下属全资子公司。

## 沿革

### 郊縣運輸时期
1977年10月1日，廣州市郊縣交通運輸公司成立，负责经营番禺、增城、新豐（现属韶关市）、龍門（现属惠州市）四個縣的客貨運輸。而建築方面，最初是使用一個簡單的竹棚場地，直到1979年新建一座兩層樓的磚木結構辦公楼。

### 二汽及中外合資時期
1980年9月1日，郊县交通运输公司与原广州市公共汽车公司的部分合并为廣州市第二公共汽車公司，專門負責龍門、增城、番禺三縣与部分廣州市區的巴士路線。1984年4月1日，二汽与一汽巴士公司的部分業務合併与歸口管理，負責当时广州的新丰、龍門、增城、從化、花縣（今花都區）和番禺六縣及部分跨市路線的客運；同年7月，开通了前往深圳、珠海、下川岛和上川岛的旅游包租车专线。1992年9月28日，中巴分公司正式成立。后该公司進行業務合併調整後更名為廣州市第二公共汽車公司。
二汽公司曾在1987年由香港引入雙層巴士營運。1993年9月28日，开设首条无人售票公交线。
從1994年1月開始，二汽巴士先後開通了多條巴士路線，初步形成了公司在廣州市區的巴士線網。
1994年10月8日，廣州市第二公共汽車公司與香港冠忠遊覽車有限公司（冠忠巴士集團之全資附屬公司）共同合資成立合作企業廣州冠忠巴士有限公司。根據合作企業合同，冠忠遊覽車出資支付廣州冠忠全部註冊資本76,000,000港元，而廣州二汽則投入若干巴士線經營權、土地使用權及辦公物業。
2004年6月8日，由广州市第二公共汽车公司、广州市创大汽车运输有限公司、广州市番禺锦信汽车运输有限公司、广州番禺石基运输有限公司等11家运输公司组成的广州市番广公共汽车有限公司举行开业典礼。由上述11家企业经营的番禺至广州市区的4条公路班车改造成9条公交线路，这9条公交线路由番广公司经营。
2005年7月30日，由于荣泰公司的884路经营不善、投诉较多，多次整改仍未达到要求，由广州市交通委员会委托廣州二汽接手营运，而荣泰公司则仍经营891路至恒通巴士成立前。2005年9月29日，广州恒通巴士有限公司（广州恒通巴士）正式开业，恒通巴士的注册资金为约5100万元，其中廣州二汽占股份的82%，荣泰公司占股份的18%。从廣州二汽划出的126、501、502、504、508、804、808、826、827等9条线路以及荣泰公司的884、891路改由恒通巴士经营。荣泰公司的公交经营资质被取消，恒通巴士取代荣泰公司成为广州公交运营企业。廣州二汽投入到新成立的恒通巴士的车队更换车身涂装和商标，统一使用新涂装和商标。
廣州新巴是新巴（中國）繼昆明新巴後，在中國大陸第二個落實的公交投資項目。廣州新巴前身為廣州市番廣公共汽車有限公司，由香港新世界集團旗下兩間公司及廣州二汽在2006年合資組成，合資經營期為30年，資產總額超過8,360萬元人民幣。新世界集團旗下公司共持有60.63%的股權，廣州二汽則持有39.37%的股權。其營運車輛採用橙色、白色和绿色。同年10月，广州市番广公共汽车有限公司更名为广州新世界第一巴士服务有限公司。同年12月26日，广州新巴引进95台LPG（液化石油气）清洁能源公交车，是番禺区首间使用LPG清洁能源的公交公司。2007年1月，广州新世界第一巴士服务有限公司更名为广州新世界巴士服务有限公司。
2007年2月9日，广州市第二公共汽车公司（广州二汽）和广州市富都客运有限公司（富都客运）共同出资成立广州花都恒通客运发展有限公司（花都恒通），所有广州二汽花都分公司經營的路線改由花都恒通經營。花都恒通注册资本为1亿元，广州二汽出资5300万元，富都客运出资4700万元。2007年8月，花都恒通经营花都至广州市区的15条公共汽车路线，但当中真正属于城市公交的路线只有237和523A两条。

### 第二巴士時期

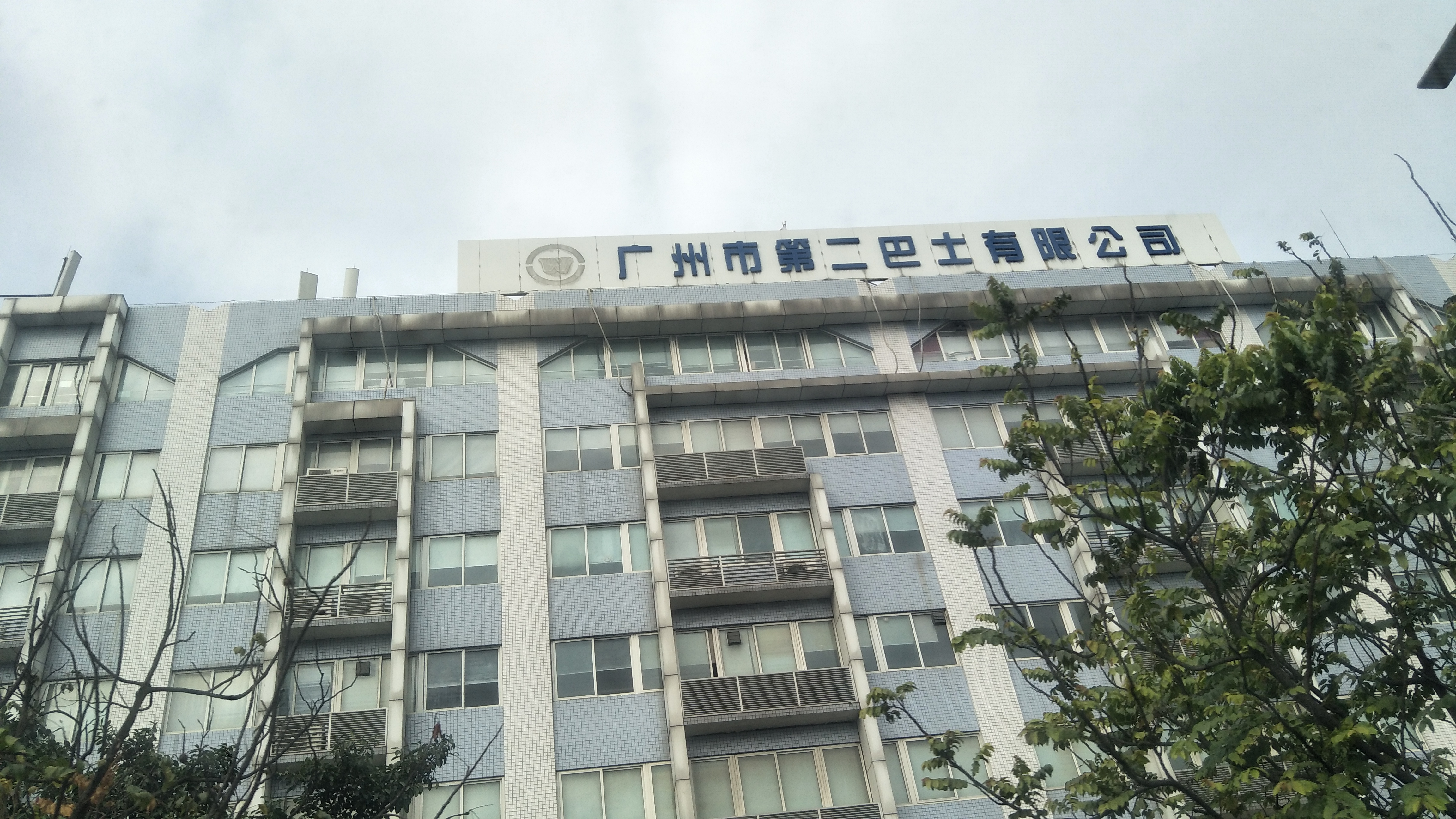
罗冲围总站办公楼，原第二巴士的办公场所

2007年，广州市区各种资本性质的公交企业达到14家。为了解決公交企業的惡性競爭及巴士公司數量日增的問題，广州市交通委员会決定開始整合巴士資源。于是冠忠遊覽車有限公司于2007年9月20日與廣州市第二公共汽車公司及广州市荣泰出租汽车有限公司訂立一項合資企業合同，將合作企业廣州冠忠巴士有限公司轉型並更名為合资企业廣州市第二巴士有限公司（第二巴士）。轉型后的第二巴士的注册资本约1.9亿元，广州二汽、冠忠遊覽車及荣泰公司分别持有56.73%、40%、3.27%股权。2007年11月8日，冠华国际投资集团有限公司（冠忠巴士集團持有冠华国际75%股权）出售其持有的广州保税区兴华旅游巴士有限公司（兴华巴士）70%股权予广州兴顺运输服务有限公司。作为出售事项之代价，冠华国际将收取兴华巴士于2007年7月31日之全部净资产（一幅土地除外）。交易完成后，冠华国际不再持有兴华巴士股权。儘管合資企業合同並無明確規定，廣州二汽經營的市區路線、广州恒通巴士经营的全部路線、兴华巴士经营的全部路線之路線經營權及车队交予第二巴士。而客運班車、廣州二汽番禺分公司、增城分公司及從化分公司的路線則繼續由廣州二汽經營。广州市第二巴士有限公司第一分公司及第二分公司于2008年8月4日成立，原廣州二汽經營的市區路線被划分到第一分公司，原廣州冠忠巴士、广州恒通巴士及兴华巴士经营的路線被划分到第二分公司。后来广州市第二巴士经营的路線在站牌上使用“第二巴士”的名称，车队统一使用“恒通巴士”风格的涂装，车头商标统一使用“冠忠巴士”的商标，车头及车尾标有“第二巴士”的名称，前门外左侧、司机位窗口外下方及车内导向图标有“广州市第二巴士有限公司”的名称。
广州恒通巴士的城市公共汽车客运经营期限至2008年3月1日止，营业执照已被吊销并注销登记。
2008年年底，因廣州新巴前后总共亏了2000多万，导致新巴退出廣州市場，广州二汽以5000余万元人民币对廣州新巴进行收购。2009年9月2日，廣州二汽以1.9亿餘元對广州市新福利巴士服务有限公司進行收購。同年5月，广州新世界巴士服务有限公司改名為广州市番广客运有限公司（番广客运）。同年9月8日，广州市第二公共汽车公司以6700万元收购广州市溢通巴士有限公司。

收購後，站点和票价均保持不变，站牌仍使用各公司的名稱。後來所有被收購的公司車輛均使用「第二巴士」風格的塗裝，車頭和車尾商標統一使用「冠忠」的商標，車頭及车尾标有“第二巴士”的名称。前門外左側、司機位窗口外下方标有「广州市第二巴士有限公司」的名称，令一般乘客非常容易出現混淆。原二汽商標只在客運班車、從化和增城地區使用（花都地區則使用花都恆通商標）。其中新福利巴士的前門外左側、司機位窗口外下方及車內所有設施仍標有原來的公司名稱，但商標卻不是原來的新福利商標，也不是車頭「冠忠」商標，而是「廣州二汽」的商標。在2010年換塗裝期間曾遭到新福利的司機抵制，導致車身在涂成第二巴士的顏色後，車頭和車身仍然掛上新福利圓形商標，但没有原來的「廣州市新福利」文字，長達數月。后来，所有新福利巴士的前門外左側、司機位窗口外下方及車內所有設施已改為「第二巴士」商標，标有「广州市第二巴士有限公司」的名称，車內导向图标有“廣州市新福利巴士服務有限公司”的名称。后来溢通巴士车辆车内导向图使用“溢通巴士”的商标并标有“广州市溢通巴士有限公司”的名称。

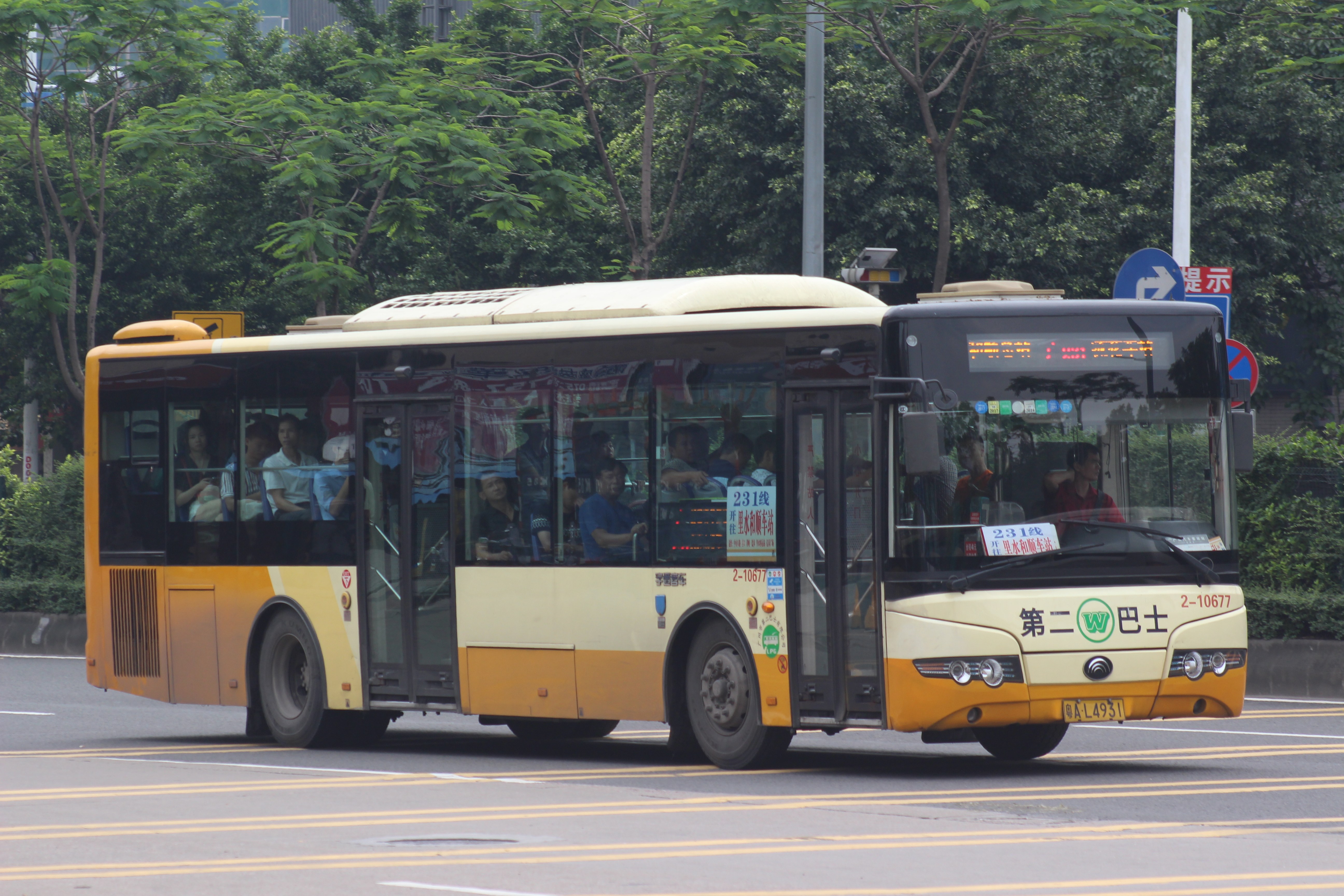
前面悬挂冠忠标志的第二巴士231路宇通ZK6120HLG1

2011年8月26日，广州市第二公共汽车公司受让广州市番禺区公共汽车有限公司（番禺公汽）30%股权，二汽公司成为番禺公汽绝对控股股东。
2013年10月8日，番禺公汽、番广、二汽番禺分公司正式合署办公。
2015年3月20日，冠忠巴士集團宣布出售其於广州市第二巴士的全部40%股权予廣州珍寶巴士，代价为1.7亿元人民币。2015年5月12日，广州二汽通知冠忠巴士集团将根据广州市第二巴士的组织章程细则行使其优先购买权，按照与广州珍宝巴士订立的股权转让协议相同条款收购冠忠巴士集团於广州市第二巴士的全部40%股权。2015年6月29日，冠忠巴士集团终止向广州珍宝巴士出售广州市第二巴士40%股权并退还按金2000万元人民币及支付违约赔偿2000万元人民币。同日，冠忠巴士集团向原先已持有广州市第二巴士56.73%股权的广州二汽出售广州市第二巴士全部40%股权，代价为1.7亿元人民币。下午，广州市第二巴士有限公司股权转让签约仪式在东圃大厦六楼礼堂举行。冠忠巴士集團代表，荣泰公司代表，广州二汽相关人员参加了签约仪式。随后，冠忠巴士集团主席和广州二汽总经理分别代表冠忠公司和广州二汽签订了《广州市第二巴士有限公司股权转让合同》，广州二汽正式受让冠忠公司持有的广州市第二巴士有限公司40%股权。冠忠巴士集团出售广州市第二巴士股权后，广州市第二巴士恢復使用“广州二汽”商标。

### 公交集團時期

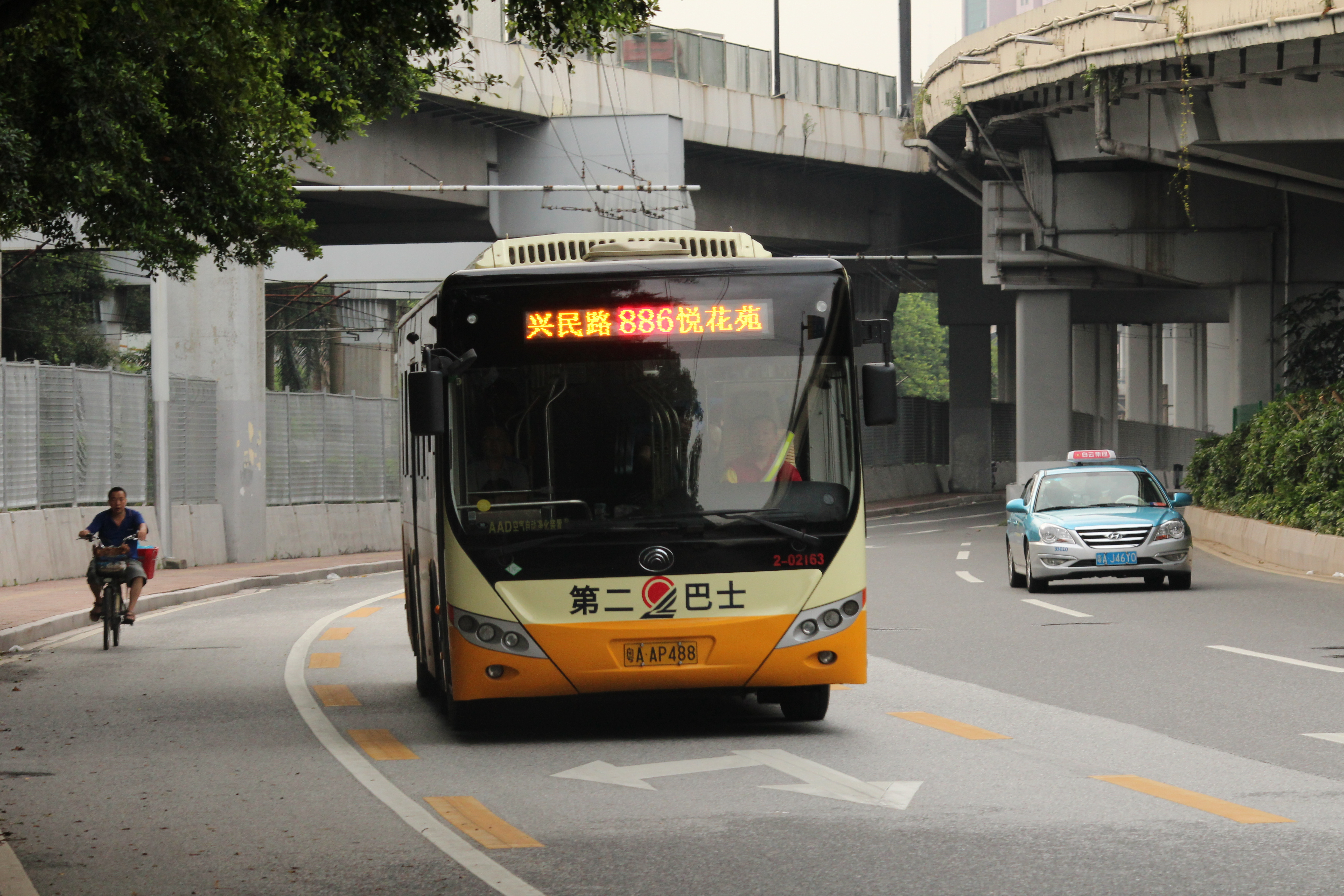
由第二巴士运营的广州市886路公交，此时使用的是“广州二汽”商标

2018年12月14日，廣州市第二公共汽车公司改制为广州公交集团第二公共汽车有限公司。

### 巴士集團时期
2021年，广州再对市内公营巴士公司进行资源整合，并成立广州巴士集团接收广州公交集团旗下的公共汽车及道路运输资源。12月14日，二汽公司改制为广州巴士集团有限公司；12月23日，广州巴士集团正式挂牌成立，並將總部定址位於動物園南門巴士總站內的東興大廈5樓，此處是原三汽公司的總部。
2022年6月10日，广州巴士集团、广州公交集团三汽公司、广州公交集团电车公司、广州新福利巴士和广州溢通巴士发布公告称，巴士集团拟吸收合并上述四家公司，合并后巴士集团存续，而其余公司注销。
2023年12月1日，廣州巴士集團有限公司第一分公司於海珠區註冊成立，接收電車分公司五車隊及六車隊旗下所有巴士路線。
2023年12月15日，廣州巴士集團有限公司第四分公司於天河區註冊成立，接收第三分公司六車隊、七車隊、八車隊及九車隊所有巴士路線。
2024年10月16日，巴士集团增城片区（巴士集团增城分公司、荔通巴士）与从化公汽组合，成立广州巴士集团增从片区。
2024年10月29日，巴士集团番禺片区（番禺公汽、番广客运）与南沙巴士组合，成立广州巴士集团番南片区。

## 旗下組織機構

### 專營巴士業務
巴士集团成立后，计划将原公交集团旗下的电车公司、新福利巴士和溢通巴士（二汽公司旗下）和三汽公司改为三个运营分公司，并在各外围区成立运营分公司，并同时接收公交集团拥有的一汽巴士（占比50%）股权。
截至2024年1月，巴士集团拥有如下与巴士运营相关的分公司、子公司和控股公司

| - 电车分公司 - 第一分公司 - 第二分公司 - 第三分公司 - 第四分公司 - 增城分公司（隶属增从片区） | - 广州市番广客运有限公司：全资子公司，隶属番南片区 - 广州公交集团南沙巴士有限公司：全资子公司，隶属番南片区 - 广州市从化公共汽车有限公司：全资子公司，隶属增从片区 - 广州市荔通公共汽车有限公司：全资子公司，隶属增从片区 - 广州快速公交运营管理有限公司：全资子公司 - 佛山市南海佛广交通集团有限公司：全资子公司 - 广州市第二巴士有限公司：持股96.73% - 广州市番禺区公共汽车有限公司：持股70% - 广州市花都恒通客运发展有限公司：持股53% - 广州马会巴士有限公司：持股51% - 广州市一汽巴士有限公司：持股50% - 广州双城观光巴士有限公司：持股49% |

### 長途客運、旅遊包車及租車業務
- 从化分公司：原二汽公司旗下负责所有从化片區內的长途客运及旅包车辆之管理公司
- 番禺分公司：原番禺客运站之管理公司
- 客運分公司：原廣州市第二公共汽車有限公司三車隊
- 花都分公司：原二汽公司旗下所有花都片區內的客運站之管理公司
- 巴士集團增城石灘汽車客運站
- 巴士集團增城客運站：原廣州二汽增城客運站
- 巴士集團增城派潭汽車客運站：原廣州二汽增城派潭汽車客運站
- 巴士集團花都客運站：原廣州二汽花都客運站

### 其他业务
- 修配一廠：經營巴士之檢修及保養業務
- 修配二廠：經驗巴士之檢修及保養業務
- 番禺修理廠：原二汽公司番禺車廠，經營巴士之檢修及保養業務
- 西華路修理廠：原三汽公司西華路尾車廠，經營巴士之檢修及保養業務
- 中山八路修理廠：原電車公司中山八路車廠，經營無軌電車、巴士之檢修及保養業務
- 黃村修理廠：原二汽公司黃村車廠，經營巴士之檢修及保養業務
- 巴士集團駕駛員培訓中心：負責駕駛員培訓及駕考業務
- 巴士集團職工培訓基地：負責職工業務
- 後勤分公司：巴士集團旗下之物業管理公司
- 運輸分公司：負責錢箱及物資轉運服務
- 大型物件運輸分公司：負責物資轉運服務
- 廣告分公司：經營巴士集團旗下部分巴士的廣告招商及裝飾業務
- 交通拯救分公司：經營故障巴士及其他故障車輛之緊急拯救業務
- 巴士集團蕭崗汽車服務分公司：對外經營汽車檢修及保養業務
- 巴士集團鬆南汽車服務分公司：對外經營汽車檢修及保養業務
- 巴士集團黃村汽車服務分公司：對外經營汽車檢修及保養業務
- 巴士集團飛鵝嶺汽車服務分公司：對外經營汽車檢修及保養業務
- 巴士集團鰲魚崗汽車服務分公司：對外經營汽車檢修及保養業務
- 巴士集團汽車修造廠：對外經營汽車檢修及保養業務
- 巴士集團安港租車服務分公司：對外經營租車業務

## 外部連結
- 广州公交集团第二公共汽车有限公司的新浪微博